# 쥬라기원시전 2
《쥬라기원시전》은 위자드소프트가 2001년에 출시시킨 게임으로, 후속작으론 《쥬라기원시전 2 더 랭커》가 있다. 기존에 먹을거리를 중심으로 했었던 자원 체계는 스타크래프트식의 베리 채취 방식으로 바뀌었고, 기존 계획과는 달리 많은 유닛과 건물 등이 삭제되었거나 수정되었다. 본 게임은 4개의 원시인, 엘프, 티라노, 데몬이라는 부족으로 나뉘어 각 종족마다 12개의 미션을 가지고 있으며, 각 종족마다 특징이 있다. 그리고 이 게임에서 독특한 점으로는 족장 유닛이라고 할 수 있다.